# Шелихов, Николай Степанович
Николай Степанович Шелихов (1920—1945) — советский военнослужащий, участник Великой Отечественной войны, Герой Советского Союза (1945), гвардии старший лейтенант, командир стрелковой роты 66-го гвардейского полка 23-й гвардейской стрелковой дивизии.

## Биография
Н. С. Шелихов (реже встречается написание Шелехов) родился в крестьянской семье в деревне Уварово близ Усть-Каменогорска. Работал трактористом на МТС.
В 1939 году был призван на действительную военную службу. На фронте с июля 1941 года. В 1944 году окончил школу младших командиров. Свой подвиг он совершил на подступах к Берлину.
16 апреля 1945 года стрелковая рота под командованием гвардии лейтенанта Шелихова стремительным броском захватила немецкие траншеи на Одерском плацдарме, а через неделю — 23 апреля — она ворвалась на окраины Берлина. Начались ожесточённые уличные бои. Ломая яростное сопротивление фашистов, гвардейцы 23-й Краснознамённой Дновской дивизии рвались к центру города. Враг то и дело переходил в контратаки. В этот день рота Шелихова отбила пятнадцать контратак. Кончились боеприпасы, а фашисты при поддержке двух танков снова контратаковали. Тогда Шелихов встал на место наводчика к трофейной пушке. Подпустив первый танк на 30—40 метров, он метким выстрелом поджёг его, шрапнелью уничтожил десятки вражеских солдат. Но второй танк разбил пушку. Гвардии лейтенант Шелихов получил шестое за войну ранение, но не покинул поля боя. Когда вражеская пехота ворвалась на позицию роты, отважный командир, превозмогая боль, повёл гвардейцев врукопашную, и горстка храбрецов обратила гитлеровцев в бегство. В этой схватке командир роты погиб.
Похоронен в Берлине.
Звание Героя Н. С. Шелихову было присвоено 31 мая 1945 года.

## Память
- Вблизи Берлина, около перекрестка дорог Берлин — Бланкенбург и Берлин — Бернау, установлен мраморный памятник с надписью «Погиб Герой Советского Союза гвардии старший лейтенант Шелехов Николай Степанович 22 апреля 1945 года 1920 г.рождения».
- Имя Н. С. Шелихова носит одна из улиц Усть-Каменогорска.
- Н. С. Шелихов навечно внесен в ряды 66-го гвардейского полка.
- В селе Уварово установлен памятник Н. С. Шелихову.